# Randoon
Randoon is een plaats in het Ierse graafschap County Westmeath.